# Каме, Кармело
Кармело Феликс Каме Иса (исп. Carmelo Félix Camet Iza; 29 октября 1904, Париж — 22 июля 2007, Буэнос-Айрес) — аргентинский фехтовальщик. Прозвище «Чичо». На олимпиаде 1928 года в Амстердаме завоевал бронзовую медаль в составе аргентинской команды по фехтованию.
Кармело Каме — сын Франсиско Каме, который был одним из первых аргентинских олимпийцев. Кармело стал национальным чемпионом по фехтованию в возрасте 16 лет. Впервые он был включен в национальную команду для участия в Олимпийских играх 1924 года в Париже, но не явился, приняв решение завершить своё юридическое образование. После амстердамской Олимпиады 1928 года Каме женился на Элси Муир и поселился в Буэнос-Айресе, где занялся юридической практикой. Кармело умер в возрасте 102 лет и на момент смерти был самым долгоживущим из бывших олимпийцев.